# Suihkonsaari
Suihkonsaari är en ö i Finland. Den ligger i sjön Peränne och i kommunen Etseri i den ekonomiska regionen  Kuusiokunnat  och landskapet Södra Österbotten, i den centrala delen av landet, 260 km norr om huvudstaden Helsingfors. Öns area är 8 hektar och dess största längd är 0,7 kilometer i sydöst-nordvästlig riktning.